# PEACE (метод допроса)
PEACE (Planning and preparation  — Engage and Explain  — Account  — Closure — Evaluation) — метод следственного допроса. Пятиэтапный процесс, в котором следователи позволяют подозреваемому излагать свою версию событий, прежде чем представить доказательства несоответствий или противоречий. Используется для получения полного отчета о событиях по версии подозреваемого, а не просто для получения признания.
Был разработан в Великобритании в результате осознания того, что методы психологического и физического воздействия часто приводят к ложным признаниям.

## Этапы

### Планирование и подготовка
На этом этапе следователям необходимо узнать как можно больше о расследуемом инциденте, в том числе о том, кого необходимо допросить и почему.

### Вовлекайте и объясняйте
Целью этого этапа является установление взаимопонимания, что включает в себя проявление заботы о благополучии подозреваемого. Следователь успокаивает подозреваемого, если тот кажется встревоженным или нервным.

### Отчет — разъяснение и обвинение
На этом этапе следователь пытается получить от подозреваемого полный отчет о событиях, не прерывая его. После того, как субъект объяснил, что произошло, интервьюер может задать дополнительные вопросы, которые позволят расширить и уточнить рассказ о событиях.

### Завершение
Этот этап включает в себя обобщение рассказа подозреваемого и призван обеспечить взаимопонимание между следователем и подозреваемым относительно обсуждаемых событий. Это также предполагает проверку показаний обвиняемого.

### Оценка
На этом этапе следователь должен проверить, достигнуты ли цели расследования; оценить результаты расследования в свете полученной новой информации.

## Эффективность
Эффективность метода зависит, в первую очередь, от подготовки следователя (интервьюера). В исследовании, опубликованном Британским психологическим обществом и посвященном мошенничеству с пособиями, 63 % интервьюеров, показавших приемлемый уровень компетенции в своих навыках проведения интервью, получили исчерпывающие отчеты или полные признания от испытуемых. Даже когда испытуемые отрицали какие-либо правонарушения, интервьюеры все равно получали исчерпывающую информацию о том, что произошло. В том же исследовании 92 % интервьюеров, которые не продемонстрировали компетентности в своей технике ведения интервью, не смогли получить исчерпывающего отчета о событиях или признания от своих субъектов.
Помимо расследований мошенничества с пособиями, в нескольких исследованиях было отмечено, что обучение полиции модели PEACE также дало положительные результаты.

## Международное признание
По состоянию на ноябрь 2017 года метод PEACE был принят на вооружение полицией Австралии, Новой Зеландии, Норвегии и некоторых частей Канады. Вьетнам и Индонезия также рассматривают возможность использования этого подхода.